# Bretislav I
Bretislav I sau Bretislau I (în cehă Břetislav I.; n. anii 1000, Praga, Sfântul Imperiu Roman – d. 10 ianuarie 1055, Chrudim, Pardubice, Cehia), cunoscut sub numele de „Ahile al Boemiei”, din dinastia Přemyslid, a fost Duce al Boemiei din 1034 până la moarte.

## Tinerețe
Bretislav a fost fiul ducelui Oldřich și al concubinei sale fără origine nobiliară, Božena⁠(d). Ca fiu nelegitim care nu a putut găsi o soție dezirabilă prin mijloace convenționale, el a ales să o răpească pe Iudita de Schweinfurt, o fiică a nobilului bavarez Henric de Schweinfurt, margraf de Nordgau, în 1019 la Schweinfurt pentru a se căsători cu ea.
În timpul domniei tatălui său, în 1019 sau 1029, Bretislav a preluat Moravia de la Polonia. În jurul anului 1031 a invadat Ungaria pentru a preveni expansiunea acesteia sub conducerea regelui Ștefan. Împărțirea Boemiei între Oldřich și fratele său Jaromír⁠(d) în 1034 a fost probabil motivul pentru care Bretislav a fugit dincolo de granița Boemiei, doar pentru a reveni pentru a prelua tronul după abdicarea lui Jaromír.

## Incursiune militară în Polonia
În 1035 Bretislav l-a ajutat pe Sfântul Împărat Roman Conrad al II-lea în războiul său împotriva Luzaciei. În 1039 a invadat Polonia Mică și Polonia Mare, a capturat Poznań, a jefuit Gniezno luând cu el moaștele Sfântului Adalbert, Radim Gaudentius⁠(d) și pe cei cinci frați. Pe drumul de întoarcere, a recucerit o parte din teritoriul Sileziei, inclusiv Wrocław. Scopul său principal era să înființeze o Arhiepiscopie la Praga și să creeze un stat mare supus doar Sfântului Imperiu Roman. Incursiunea sa militară a avut o influență durabilă neintenționată asupra istoriei poloneze, deoarece jefuirea și distrugerea orașului Gniezno i-au forțat pe următorii conducători polonezi să-și mute capitala la Cracovia, care a păstrat acest rol în secolele următoare.
În 1040 regele german Henric al III-lea a invadat Boemia, dar a fost forțat să se retragă după ce a pierdut bătălia de la Brůdek (o trecătoare din Munții Pădurea Boemiei). În anul următor Henric al III-lea a invadat din nou Boemia, a ocolit apărarea de la graniță și l-a asediat pe Bretislav în Cetatea din Praga. Forțat de o revoltă a nobililor săi și trădat de episcopul Šebíř de Praga, Bretislav a trebuit să renunțe la toate cuceririle sale, cu excepția Moraviei, și să-l recunoască pe Henric al III-lea ca suveran. În 1042 împăratul Henric al III-lea i-a acordat Silezia ca garanție lui Bretislav.
În 1047 împăratul Henric al III-lea a negociat un tratat de pace între Bretislav și polonezi. Acest tratat a fost în favoarea lui Bretislav, deoarece conducătorul polonez a jurat că nu va mai ataca niciodată Boemia în schimbul unei subvenții anuale pentru Gniezno.

## Politică internă
Bretislav a fost creatorul unor decrete de creștinare, care includeau interzicerea poligamiei și comerțul în zilele de sărbătoare.
În 1030, Bretislav s-a căsătorit cu Judith de Schweinfurt . În 1054, a stabilit reguli pentru succesiunea ducală și a introdus norma agnatică ca lege a succesiunii. Membrii mai tineri ai dinastiei trebuiau să guverneze feudele (din punct de vedere tehnic, părți ale Moraviei), dar numai la discreția ducelui. Rezultatul acestei politici succesorale a fost relativa indivizibilitate a Țărilor Cehe, dar și conflicte dure privind succesiunea și primatul teritorial între membrii dinastiei. Regulile au fost anulate efectiv prin ridicarea Boemiei la statutul de regat sub domnia lui Ottokar I al Boemiei, ceea ce a dus la stabilirea primogeniturii ca principiu de conducere al drepturilor succesorale.
Fiul cel mare al lui Bretislav, Spytihněv, urma să-i succedă ca Duce al Boemiei, cu control asupra domeniilor sale. Moravia a fost încorporată în Ducatul Boemiei, dar a fost împărțită între trei dintre fiii săi mai mici. apanajul Olomouc a revenit lui Vratislav; apanajul Znojmo a revenit lui Conrad I; iar apanajul Brno a revenit lui Otto I. Fiul cel mic, Jaromír, a devenit cleric și a fost numit Episcop de Praga.
Bretislav a murit la Chrudim în 1055 în timpul pregătirilor pentru o nouă campanie militară în Ungaria și a fost succedat de fiul său Spytihněv al II-lea ca duce al Boemiei. Fiii săi, Otto și Vratislav, au fost excluși de la guvernare de Spytihněv, dar după moartea acestuia au recâștigat guvernarea Moraviei și a Boemiei.

## Căsătorie și descendenți

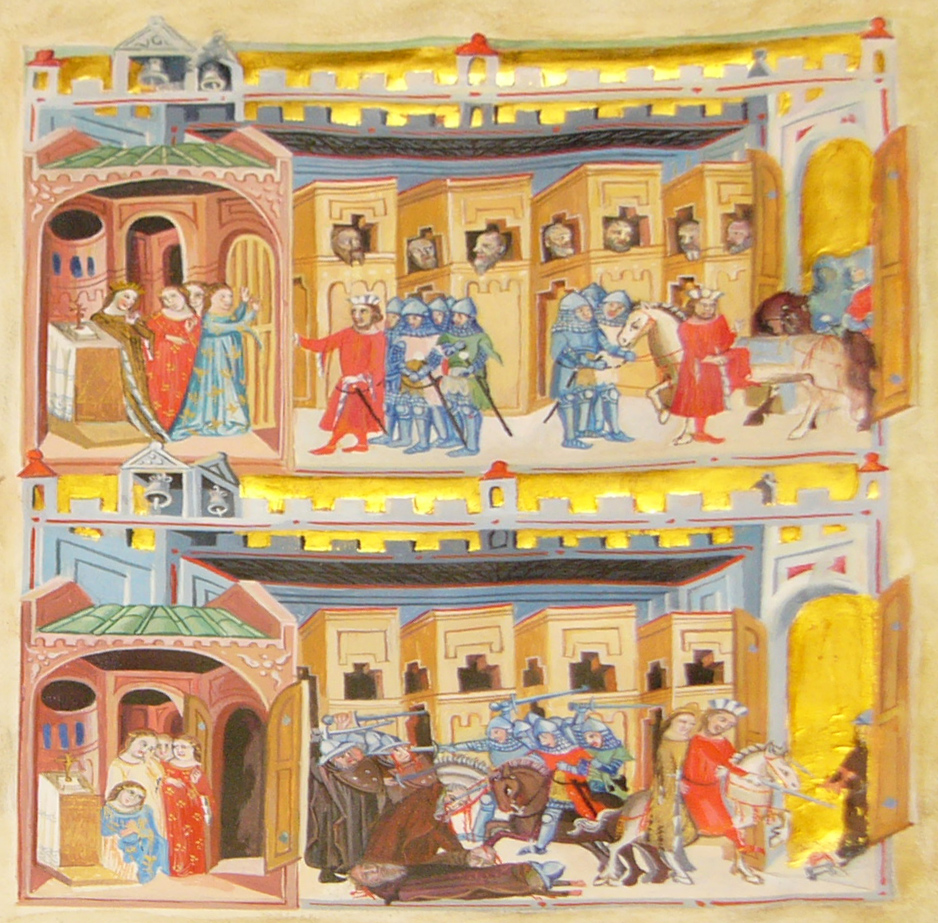
Bretislav răpind-o pe viitoarea sa soție, Iudita de Schweinfurt, dintr-o mănăstire (în Cronica lui Dalimil)

Bretislav s-a căsătorit cu Iudita de Schweinfurt, fiica margrafului Henric. Casa de Přemyslid a dorit să-și întărească buna relație cu Casa de Babenberg printr-o căsătorie cu Iudita în 1020. Iudita era o mireasă dezirabilă, dar Ulrich al Boemiei a avut un singur fiu, Bretislav, nelegitim, complicând astfel perspectiva unei căsătorii cu prima născută a margrafului Henric de Schweinfurt, Iudita. Bretislav a rezolvat problema răpind-o pe Iudita din mănăstirea în care se afla, în Schweinfurt. El nu a fost niciodată pedepsit pentru această faptă și s-a căsătorit cu Iudita mai târziu. Primul lor fiu, Spytihněv, s-a născut după aproape zece ani, ceea ce a născut ipoteza că răpirea ar fi avut loc în 1029, deși Iudita putea să fi născut și fiice (care nu au supraviețuit) înaintea primului ei fiu. Sunt cunoscuți cinci fii rezultați din căsătoria lor, care au atins vârsta adultă:
- Spytihněv, duce al Boemiei;[12]
- Vratislav, duce al Boemiei;
- Conrad I, duce al Boemiei;
- Otto;
- Jaromír, episcop de Praga.

## Moștenire
Bretislav I a fost înmormântat în vechea biserică Sf. Vitus din Praga, fondată de Venceslau I în 930, iar mormântul său se află acum în Capela Sf. Venceslau din Catedrala Sf. Vitus construită în perioada 1344–1366. Bretislav I a fost înfățișat în compoziția în frescă a dinastiei Přemyslid la Rotonda Znojmo, pictată în perioada 1134–1161.